# Carl N
|  | Denne artikel er oprettet af botten Steenthbot ud fra en ekstern database. Den kan derfor have sproglige fejl eller mangler. Denne skabelon kan fjernes efter kontrol af indholdet. |

Carl N er en dansk filmskolefilm fra 2015 instrueret af Jonas Kyed.

## Handling
En musikvideo omkring Carl Nielsen.

## Medvirkende
- Jonas Kyed
- Chistian Thingberg
- Teddy Andersen